# Euphyia trujillaria
Euphyia trujillaria is een vlinder uit de familie van de spanners (Geometridae). De wetenschappelijke naam van de soort is voor het eerst geldig gepubliceerd in  door Schaus.